# La encantadora de serpientes
La encantadora de serpientes (en francés, La Charmeuse de serpents) es una pintura al óleo sobre lienzo realizada en 1907 por el pintor francés Henri Rousseau. Sus dimensiones son de 169 × 189,5 cm.
La pintura muestra un paisaje nocturno exótico e irreal de compleja estructura, iluminado por una luz fría que se refleja en el agua, resaltando las figuras inmóviles y planas. Para su realización, Rousseau, se inspiró en un grabado sobre madera de Paul Gauguin expuesto en 1906.
Se expone en el Museo de Orsay, París.